# Емил Лубе
Емил Лубе (на френски: Émile Loubet) е френски политик от Демократичния алианс, 7-и френски президент от 1899 до 1906 г.
Известен е с няколко неща, сред които помилването на Алфред Драйфус и неуспелия опит за атентат срещу Лубе от 1905 г.